# Калинівщина (Миргородський район)
Калині́вщина —  село в Україні в Миргородському районі Полтавської області. Населення становить 38 осіб. Входить до складу Сергіївської сільської громади.

## Географія
Село Калинівщина розташоване за 1 км від села Бухалове, за 2 км від села Лободине.
По селу тече струмок, що пересихає із загатою.

## Історія
- 1628 — дата заснування.
- Село постраждало внаслідок геноциду українського народу, проведеного окупаційним урядом СРСР 1923-1933 та 1946-1947 роках.
- До 2016 року орган місцевого самоврядування — Сергіївська сільська рада.
- Після ліквідації Гадяцького району у липні 2020 року увійшло до Миргородського району.[1]

## Населення

### Мова
Розподіл населення за рідною мовою за даними перепису 2001 року:
| Мова       | Кількість | Відсоток |
| ---------- | --------- | -------- |
| українська | 38        | 100%     |